# زیردریایی یو-۲۶۳
زیردریایی یو-۲۶۳ (به انگلیسی: German submarine U-263) یک زیردریایی بود که طول آن ۶۷٫۱ متر (۲۲۰ فوت ۲ اینچ) بود. این زیردریایی در سال ۱۹۴۲ ساخته شد.